# 巡查部長
巡查部长，日本警察阶级，上级為警部補、下級為巡查，相當於自衛隊二尉（中尉）至三曹（下士）間的階級。巡查部長僅為階級名稱，日本警界的組織內部並沒有「巡查部」存在，亦沒有負責管理的「巡查部」部長。

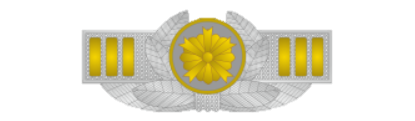
巡査部長的階級章

## 概要
巡查部长的阶级规定自《日本警察法》第62條，都府縣道采用（巡查）以后2至6年工作后可以取得升等考試报考资格，国家公务员Ⅱ種考試合格者（准国家公务员组）也是由巡查部长任官。巡查部長是警察组織的初階幹部，通常是在此時授與司法警察資格。其升等考試是成為警官的必備之路，而巡査部長複試號稱所有階級升等考試中最難者。通常稱呼巡查部长時會省去階級名稱「部長」，或冠上姓氏為「○×部長」，也有直接以職位「班長」、「主任」等稱呼的。制服方面，制帽與巡查相同，但制服（冬服·合服）的袖子口有袖章（一條銀白色的斜線）。

## 官职
- 警视厅－主管人
- 道府县警察总部、警察署－主任
- 交通机动队、高速公路交通警察队、机动队－分队长
- 派出所、驻在所－所长

## 相等職級
- 中華民國警察基層佐警的一線四星（警階「警佐二階至警正四階」，職稱：巡佐、小隊長、偵查佐、副所長）
- 美國，因為警察為各州治安事務，各州警察階級或有不同，以洛杉磯警察局或紐約市警察局為範例，相對應之警察階級者為巡佐（Sergeant）。

## 影劇之虛構人物

### 動漫
- 秋本治作品《烏龍派出所》：大原大次郎（葛飾警察署龜有公園前派出所所長）
- 青山剛昌作品《名偵探柯南》：高木涉、千葉和伸、三池苗子
- 《催眠麥克風》：入間銃兔（橫濱警察署 組織犯罪對策部 巡查部長）

### 電視劇
- 《大搜查線》：
  - 青島俊作（警視廳灣岸署刑事課強行犯系）
  - 恩田堇（警視廳灣岸署刑事課盜犯系）
- 《相棒》系列：
  - 龜山薫（警視廳特命組）
  - 甲斐享（警視廳特命組）
  - 米澤守（警視廳刑事部鑑識課）
  - 伊丹憲一（刑事部搜查一課殺人犯搜查第七組員）
  - 芹泽庆二（警视厅搜查一课强行犯7系刑事）
  - 三浦信辅（警视厅搜查一课强行犯7系系长，后升警部补，受伤后伤退）
- 《脫黑～不再當黑社會～》：永光麥秋（組織犯罪對策部第三課）
- 《西部警察》：大門圭介（西部警察署捜査課部長刑事）
- 《秘密內幕～女警的反擊》 （页面存档备份，存于）：藤聖子